# Padrão de memória JEDEC
Os padrões de memória JEDEC são as especificações para circuitos de memória semicondutores e dispositivos de armazenamento semelhantes promulgados pela Solid State Technology Association do Joint Electron Device Engineering Council (JEDEC), uma organização de padronização de engenharia e comércio de semicondutores.
O padrão JEDEC 100B.01 especifica termos, unidades e outras definições comuns em uso na indústria de semicondutores. JESC21-C especifica memórias semicondutoras de RAM estática de 256 bits para módulos DDR4 SDRAM.

## Metas de padronização JEDEC
O Joint Electron Device Engineering Council caracteriza seus esforços de padronização da seguinte forma:
Os padrões e publicações da JEDEC são projetados para servir o interesse público, eliminando mal-entendidos entre fabricantes e compradores, facilitando a intercambialidade e melhoria de produtos e auxiliando o comprador na seleção e obtenção com o mínimo de atraso do produto adequado para uso por aqueles que não sejam membros da JEDEC, sejam eles o padrão deve ser usado nacional ou internacionalmente.

## Padrão JEDEC 100B.01
O padrão JEDEC 100B.01 de dezembro de 2002 é intitulado Terms, Definitions, and Letter Symbols for Microcomputers, Microprocessors, and Memory Integrated Circuits (Termos, definições e símbolos de letras para microcomputadores, microprocessadores e circuitos integrados de memória). O objetivo do padrão é promover o uso uniforme de símbolos, abreviações, termos e definições em toda a indústria de semicondutores.

### Unidades de informação
A especificação define as duas unidades comuns de informação:
- O bit (b) é a menor unidade de informação no sistema de numeração binária e é representado pelos dígitos 0 e 1.
- O byte (B) é uma sequência de caracteres binários normalmente operada como uma unidade. Geralmente é mais curto que uma palavra de computador.

### Prefixos de unidade para capacidade de armazenamento de semicondutores
A especificação contém citações dos prefixos comumente usados quilo, mega e giga "como um prefixo para unidades de capacidade de armazenamento de semicondutores" para designar múltiplos das unidades.
A especificação cita três prefixos como segue, com a observação de que esses prefixos são incluídos no documento apenas para refletir o uso comum.
- quilo (K): Um multiplicador igual a 1024 (210).[3]
- mega (M):Um multiplicador igual a 1 048 576 (220 ou K2, onde K = 1024).[4]
- giga (G): Um multiplicador igual a 1 073 741 824 (230 ou K3, onde K = 1024).[5]

Refere-se ao padrão IEEE/ASTM SI 10-1997 afirmando que "esta prática frequentemente leva à confusão e está obsoleta". O documento refere-se ainda à descrição dos prefixos binários IEC na Emenda 2 da IEC 60027-2, "Símbolos de letras a serem usados em tecnologia elétrica", para um sistema alternativo de prefixos e inclui uma tabela dos prefixos IEC na nota. No entanto, a especificação JEDEC não inclui explicitamente os prefixos IEC na lista de termos e definições gerais.
O documento observa que esses prefixos são usados em seu sentido decimal para taxas de dados de comunicação serial medidas em bits.
O dicionário de termos JEDEC inclui ainda definições para os prefixos binários kibi (Ki), mebi (Mi), gibi (Gi) e tebi (Ti) como potências de 2, e quilo, mega, giga e tera como potências de 10. Por exemplo,
240 tebi Ti tera + binário: (210)4 = 1099511627776 tera: (103)4
O padrão JEDEC DDR3 SDRAM JESD-79-3f usa Mb e Gb para especificar a capacidade de memória binária: "O objetivo deste padrão é definir o conjunto mínimo de requisitos para conformidade com JEDEC de 512 Mb a 8 Gb para x4, x8, e dispositivos x16 DDR3 SDRAM."

## JESD21-C
O padrão JESD21-C: Configurações para memórias de estado sólido é mantido pelo comitê JEDEC JC41. Este comitê é composto por membros de fabricantes de microprocessadores, CIs de memória, módulos de memória e outros componentes, bem como integradores de componentes, como fabricantes de placas de vídeo e computadores pessoais. A Norma 21 é publicada em formato de fichário de folhas soltas para acomodar atualizações frequentes.
A documentação dos módulos de memória modernos, como os padrões para os ICs de memória e um design de referência do módulo requer mais de cem páginas. Os padrões especificam as características físicas e elétricas dos módulos e incluem os dados para simulações computacionais do módulo de memória operando em um sistema.
Módulos de memória do tipo DDR2-SDRAM estão disponíveis para laptops, desktops e servidores em uma ampla seleção de capacidades e velocidades de acesso. Os padrões especificam formatos de etiquetas de módulos de memória para mercados de usuários finais. Por exemplo:
 1GB 2Rx4 PC2-3200P-333-11-D2 é um DIMM DDR2 registrado de 1 GB, com função de paridade de endereço/comando, usando 2 classificações de SDRAMs x4 operacionais para desempenho de PC2-3200 com latência CAS = 3, tRCD = 3, tRP = 3, usando JEDEC SPD revisão 1.1, arquivo de design de referência de cartão bruto D revisão 2 usado para a montagem.